# Wilhelm von Speyr

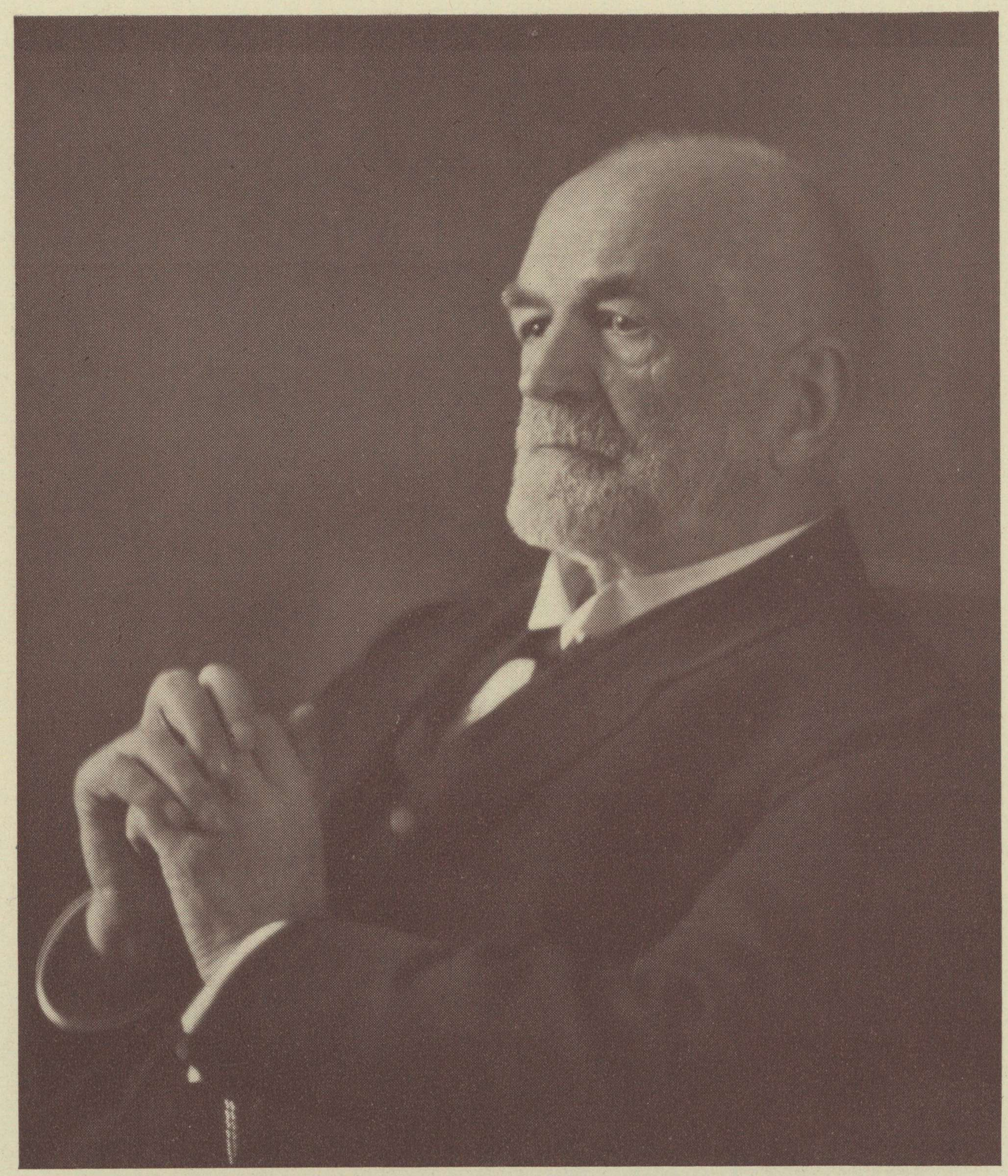
Wilhelm von Speyr (zwischen 1900 und 1920)

Wilhelm von Speyr (* 19. September 1852 in Basel; † 29. August 1939 ebenda) war ein Schweizer Psychiater.

## Leben

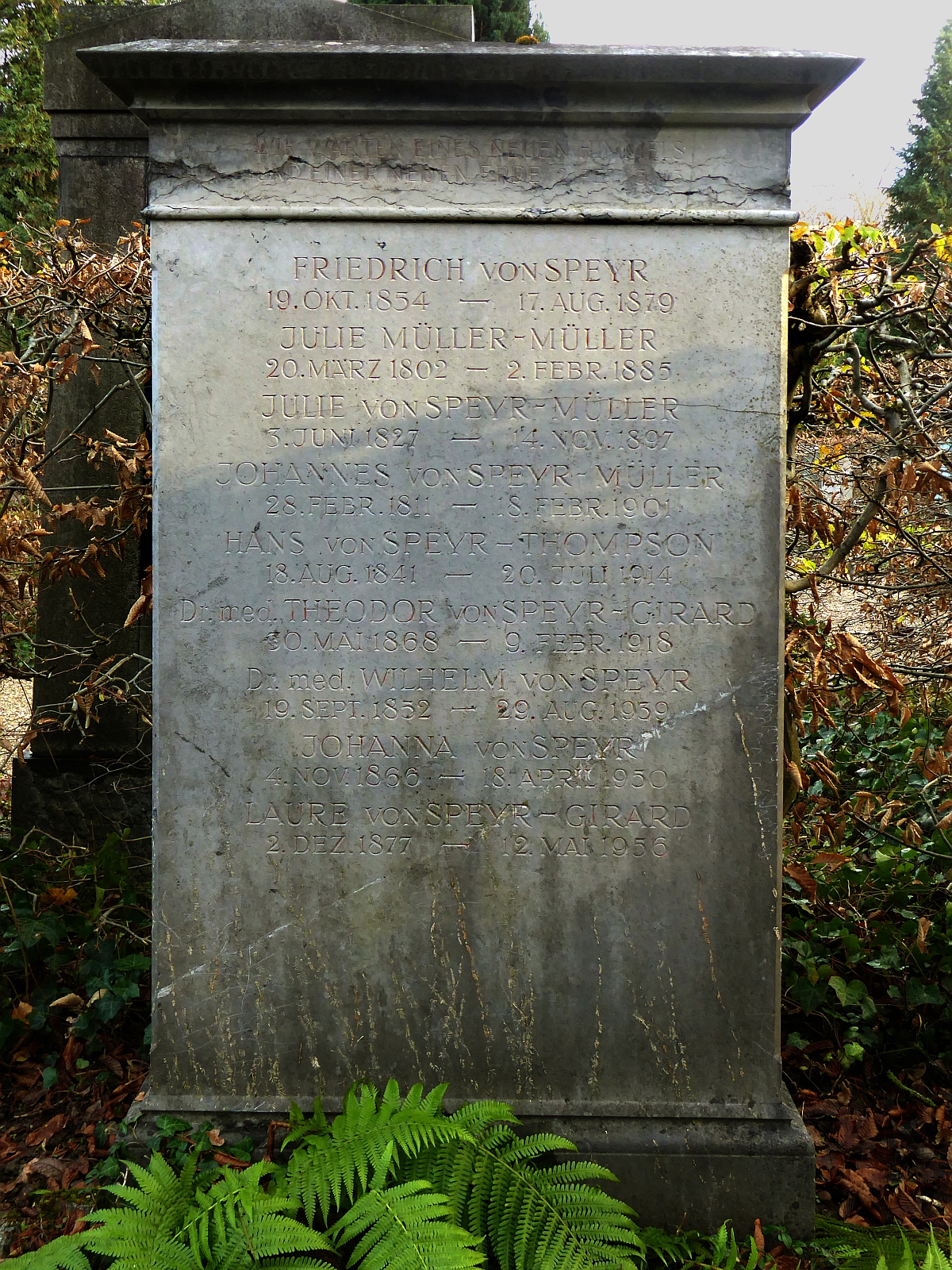
Grab auf dem Friedhof Wolfgottesacker, Basel

Wilhelm von Speyr wuchs als eines von acht Kindern des Kaufmanns Johannes von Speyr (1811–1901) und der Charlotte Riggenbach (1819–1858) in seinem Geburtshaus «Zum Rosengarten» in Basel auf. Mit acht oder neun Jahren starb seine Mutter, sein Vater heiratete erneut und bekam weitere zwei Kinder.
Von Speyr studierte Medizin an der Universität Basel. Noch während des Studiums arbeitete er von 1876 bis 1878 als Assistent bei Ludwig Wille an der Irrenabteilung des Bürgerspitals. Nach dem Staatsexamen unternahm er eine Studienreise nach Wien, absolvierte einen Studienaufenthalt in London und wurde schliesslich Assistent von Auguste Forel am Burghölzli. Seine Dissertation über Die alkoholischen Geisteskrankheiten im Basler Irrenhause 1876–78 hatte er bereits Anfang 1880 beendet, sie erschien 1882. Am 18. April 1882 wurde er Sekundararzt in der Waldau. Nach dem krankheitsbedingten Rücktritt des Direktors Rudolf Schärer wurde er vom bernischen Regierungsrat 1890 zum Direktor der Waldau und 1891 zum Professor für Psychiatrie an der Universität Bern berufen. Beide Ämter hatte er bis Ende März 1933 inne. Danach kehrte er nach Basel zurück.
Während seiner Amtszeit wurde die Waldau stark ausgebaut (gleichzeitig wurden die Anstalten Münsingen und Bellelay eröffnet). Der Gebrauch von physischen Zwangsmitteln wurde weiter zurückgefahren (No restraint) und Alkoholabstinenz eingeführt. Mit Akribie las er sämtliche Korrespondenz der Patienten. Von Speyr blieb ledig.